# Armoiries de la Finlande

Armes de la Finlande

Les armoiries de la Finlande sont constituées d'un lion d'or couronné, debout, sur un champ de gueules. Le lion brandit une épée dans sa patte droite recouverte d'une pièce d'armure, et marche sur un sabre. Des roses d'argent parsèment le fond.

## Historique
Le roi Gustave Vasa de Suède mourut en 1560. Il avait octroyé à son fils Jean le titre de duc de Finlande en 1556 ; le territoire de Finlande reçut ses propres armoiries, qui furent probablement approuvées par le roi, en 1557, alors que le duc ne les avait jamais utilisées.
En plus des emblèmes nationaux, ce blason utilise d'autres symboles qui se réfèrent au sud et au nord de la Finlande ; cela correspond aux territoires actuels du Satakunta et de la Finlande du Sud-Ouest.
Pendant le rattachement de la Finlande à l'Empire russe, de 1809 à 1917, les armoiries du Grand-duché de Finlande figurèrent dans les « Grandes Armoiries de l'Empire russe ».
Quand en 1917 la Finlande acquit son indépendance, le « blason au lion » devint le blason officiel de la nouvelle nation finlandaise. Depuis, il est présent sur les timbres et pièces de monnaie finlandaises. Il apparaît en particulier sur les pièces de 1 à 50 centimes d'euro, mais sans les neuf roses.

## Blasonnement des armoiries du Grand-Duché de Finlande

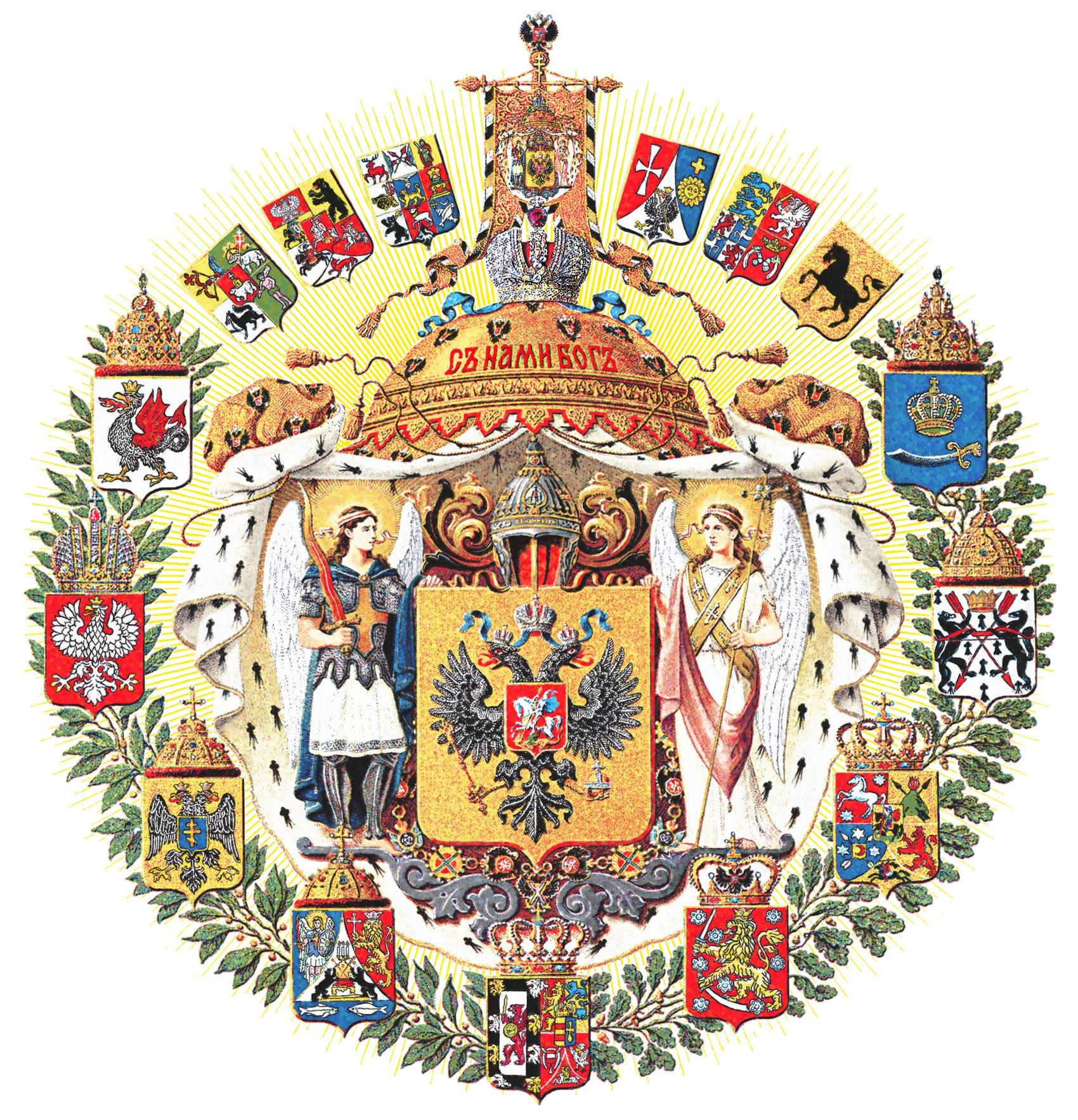
Grandes Armoiries de l'Empire russe : les armoiries de la Finlande figurent sur le pourtour, en septième position, en tournant dans le sens des aiguilles d'une montre (juste après les armoiries du Caucase).

Selon le décret de 1857 sur les Grandes Armoiries de l'Empire russe, les armoiries du Grand-Duché de Finlande se blasonnaient, non sans une certaine imprécision, de la façon qui suit :
un écu de gueules semé de roses d'argent, au lion d'or couronné tenant dans sa patte dextre une épée haute et dans la senestre une épée courbe sur laquelle repose sa patte arrière.
Les trois principales différences avec les armoiries actuelles de la Finlande concernent :
1. la position du sabre, tenu dans une des pattes avant à l'époque russe et actuellement posé sous le lion qui le foule aux pieds ;
2. la patte avant dextre, nue dans la version russe et actuellement garnie d'une armure ;
3. les roses, décrites comme semées et sans nombre à l'époque, aujourd'hui précisément dénombrées (9).

Dans la mesure où, lorsque la Finlande était rattachée au royaume de Suède, le sabre représentait la Russie piétinée par la Suède, il est explicable que les armoiries de Finlande aient été modifiées sur ce point pendant le rattachement du Grand-Duché à l'Empire russe. Et le retour des armoiries de la Finlande indépendante à la position initiale du sabre par rapport au lion se comprend également.
Le lion lui-même est également présent dans les grandes armoiries actuelles de la Suède, puisqu'il s'agit du lion des Folkung, une ancienne famille royale de Suède, au XIIIe et au XIVe siècle.